# Rutzkau

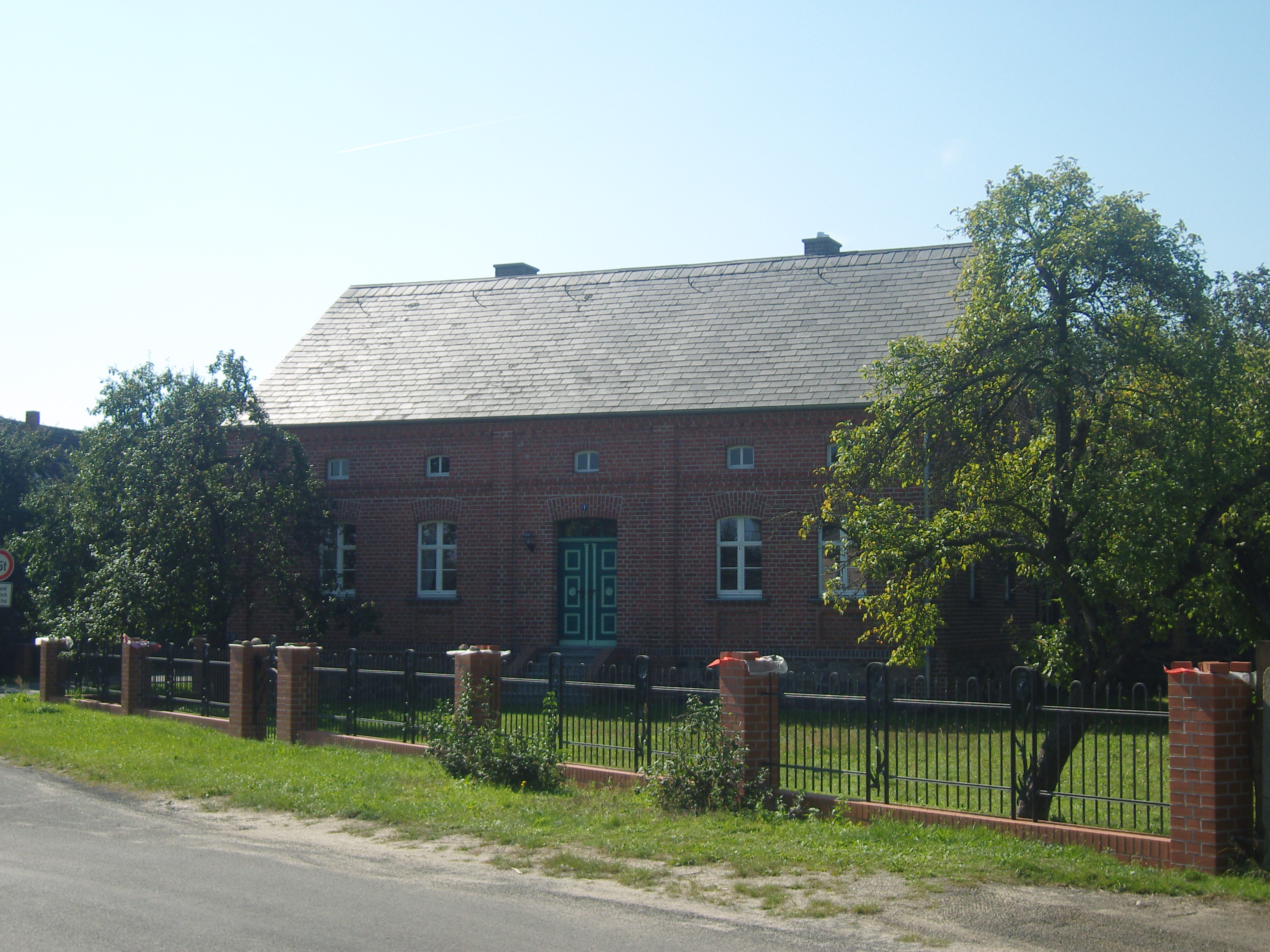
Haus in Rutzkau

Rutzkau (niedersorbisch Cernjow) ist ein Teil der Gemeinde Bronkow im Amt Altdöbern. Der Ort liegt im westlichen Teil des südbrandenburgischen Landkreises Oberspreewald-Lausitz.

## Lage
Rutzkau liegt in der Niederlausitz südlich des Naturparks Niederlausitzer Landrücken und nördlich des Lausitzer Grenzwalls.
Nördlich liegen Ortsteile der Stadt Calau mit ihren Gemeindeteilen Schrakau, Radensdorf, Craupe und Gollmitz. Östlich und südöstlich folgen Orte der Gemeinde Bronkow Amandusdorf, Bronkow, Lipten und Saadow, weiter im Osten folgt die Gemeinde Luckaitztal. Im Süden und Westen grenzt Rutzkau an Orte des Nachbarkreis Elbe-Elster, Göllnitz und Lindthal.

## Geschichte
Die Namensform Rutzkau lässt sich auf das altsorbische Wort Ručkov zurückführen, das in Verbindung zu dem Personennamen Ručka steht. Das niedersorbische Rucka bedeutet Händchen. Der Ortsname wurde bereits 1305 als Ruzkowe genannt. Weitere Namensnennungen waren im Jahr 1431 Ruskow, 1434 Ruschkow und Rutzko 1537. Die sorbische Namensform Cernjow  kann vom niedersorbischen Wort cerny für schwarz abgeleitet werden. Der sorbische Ortsname wurde 1761 als Zerńow und 1843 als Cernjow genannt.
Nach dem Wiener Kongress kam Rutzkau mit der gesamten Niederlausitz an das Königreich Preußen und gehörte zum Landkreis Luckau. Seit 1952 gehörte Rutzkau zum neu gegründeten Kreis Calau und wurde am 1. Februar 1972 nach Bronkow eingegliedert. Am 26. Oktober 2003 schlossen sich die Gemeinden Lug, Lipten und Bronkow mit seinen Gemeindeteilen Saadow und Rutzkau zur Gemeinde Bronkow zusammen.

### Einwohnerentwicklung
| Einwohnerentwicklung in Rutzkau von 1875 bis 1971 | Einwohnerentwicklung in Rutzkau von 1875 bis 1971 | Einwohnerentwicklung in Rutzkau von 1875 bis 1971 | Einwohnerentwicklung in Rutzkau von 1875 bis 1971 |
| Jahr                                              | Einwohner                                         | Jahr                                              | Einwohner                                         |
| ------------------------------------------------- | ------------------------------------------------- | ------------------------------------------------- | ------------------------------------------------- |
| 1875                                              | 142                                               | 1890                                              | 134                                               |
| 1910                                              | 120                                               | 1925                                              | 109                                               |
| 1933                                              | 105                                               | 1939                                              | 100                                               |
| 1946                                              | 133                                               | 1950                                              | 126                                               |
| 1964                                              | 95                                                | 1971                                              | 96                                                |

## Wirtschaft und Infrastruktur
Östlich des Ortes verläuft die Bundesautobahn 13. Rutzkau war bis Dezember 2006 über die Bahnstrecke Lindthal–Altdöbern Süd an das Bahnnetz angebunden.